# Comentario al Sueño de Escipión

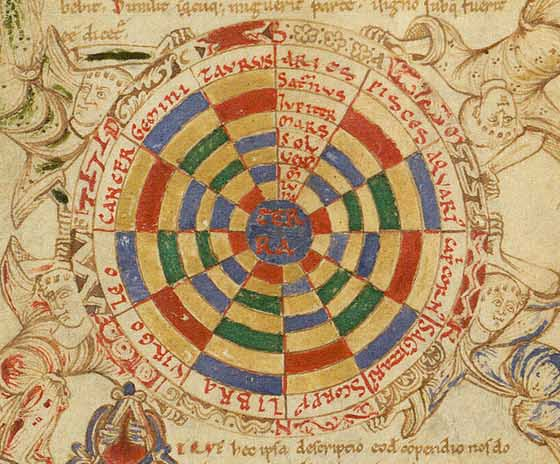
El universo con la Tierra en el centro.

Comentario al Sueño de Escipión de Macrobio (en latín Commentarii in Somnium Scipionis) es un estudio prolijo del famoso sueño narrado en Sobre la república de Cicerón (VI 9-29), en el que Escipión el Africano el Viejo se aparece a su nieto adoptivo, Escipión Emiliano, y le revela su destino futuro y el de su país, explica las recompensas que aguardan a la virtud en la otra vida y describe el universo y el lugar de la Tierra y el hombre dentro del universo.
Macrobio, su autor, no ofrece un comentario exhaustivo del texto ciceroniano, sino que expone una serie de teorías sobre los sueños de corte neoplatónico, sobre las propiedades místicas de los números, sobre la naturaleza del alma, sobre astronomía y sobre música. Cita a muchas autoridades, pero es poco probable que las haya leído todas o por lo menos la mayoría. Plotino y Porfirio son sus fuentes principales y cita con frecuencia a Virgilio con finalidad ornamental. No obstante, la obra incorpora ideas del neoplatonismo que no se conservan de forma directa en ningún otro lugar. El estilo es bastante desigual, ya que Macrobio copia o traduce sus fuentes sin unificarlas estilísticamente.
La República de Platón, que es el modelo de la de Cicerón, concluía con un mito escatológico, el mito de Er. Por eso Cicerón quiso incluir, para terminar la suya, su particular visión de la vida eterna tras la muerte y los castigos y recompensas por las virtudes y vicios de los humanos en vida a través del sueño de Escipión.